# Conducto para grasa
Un conducto para grasa es un conducto que está diseñado específicamente para ventilar vapores inflamables cargados de grasa de equipos de cocina comerciales como cocinas, freidoras y woks al exterior de un edificio o remolque móvil de preparación de alimentos. Los conductos de grasa están regulados tanto en su construcción como en su mantenimiento, formando parte del sistema pasivo de protección contra incendios del edificio. El programa de limpieza generalmente lo dicta el código de incendios o las normas de seguridad relacionadas, y el propietario debe mantener en un archivo la evidencia de cumplimiento.

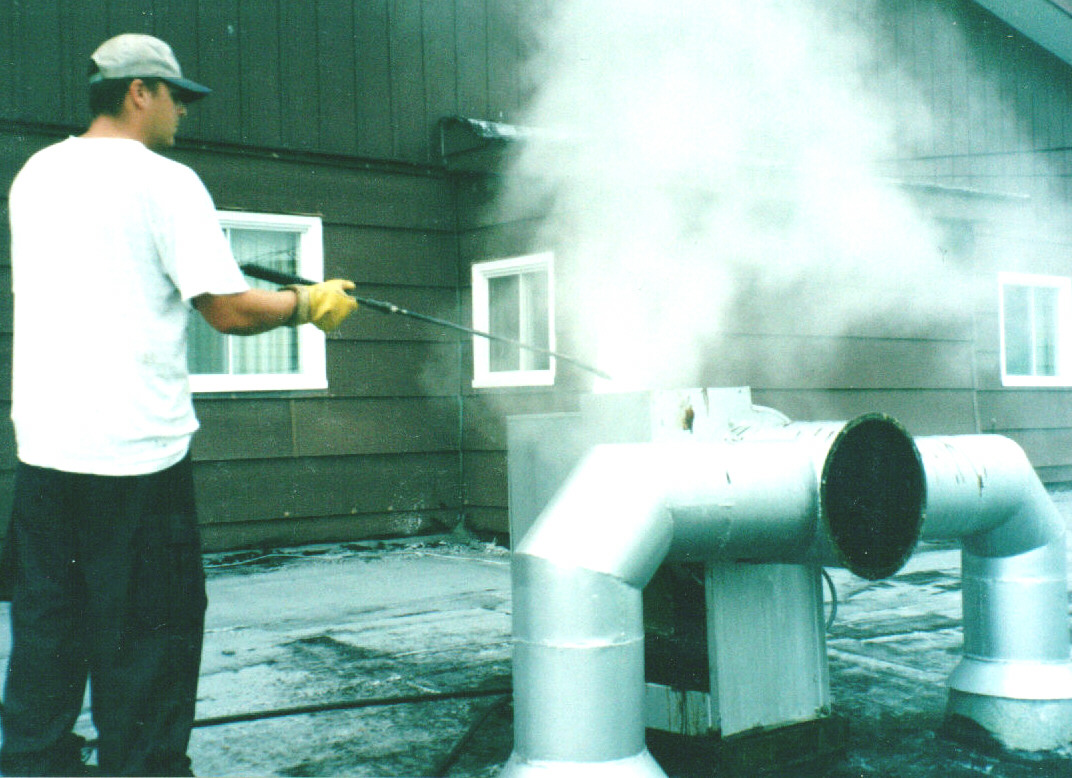
Fuera del edificio, los conductos para grasa terminan en un ventilador. En el interior del edificio, específicamente en la cocina, los conductos para grasa terminan en una campana sobre la parte superior de la operación de cocción. Con el uso su superficie interna se carga de grasa, ya que el calor es atraído por el frío, y esta grasa debe eliminarse con regularidad para mantener el cumplimiento del código de incendios. En esta imagen, se está limpiando el ventilador.

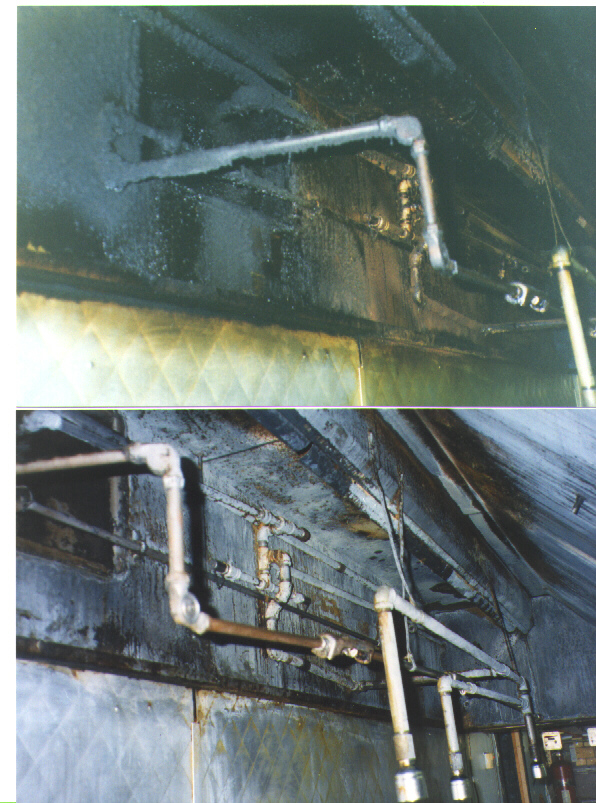
Esta imagen muestra el interior de una campana, sin los filtros extraíbles, antes y después de la limpieza. Por lo general, la campana se cubre con una lona y se canaliza a un bote de basura. Luego, la limpieza comienza de arriba hacia abajo, seguida del pulido de la campana y el etiquetado según NFPA 96, en Estados Unidos.

## Peligro especial
Los vapores se crean cuando la grasa se calienta hasta y más allá de su punto de vaporización. A medida que los vapores se enfrían, la grasa se condensa y se deposita en superficies más frías. Es importante para la seguridad y salud laboral, así como para el cumplimiento de los códigos de incendios locales, ventilar dichos vapores fuera de la cocina y fuera del edificio donde se encuentra la cocina.
La grasa no solo es resbaladiza, sino que también es un hidrocarburo altamente inflamable. Independientemente del estado en el que se encuentre, vapor, líquido o sólido, se enciende fácilmente y se quema muy rápidamente. Una clasificación de resistencia al fuego está destinada a certificar la resistencia a un incendio interno por grasa, así como a un incendio externo. Cualquier corta incendios adyacente debe ser compatible con el sistema de conductos de grasa.

## Diseño
En Estados Unidos, los conductos para grasa deben cumplir con NFPA 96, así como con los códigos de construcción locales y los códigos de incendios. Los conductos para grasa deben mantenerse lo más cortos posible para minimizar la acumulación de grasa.
A nivel internacional, los conductos para grasa deben protegerse contra la intemperie para evitar la corrosión y deben estar compuestos de materiales específicos según el tipo de campana. Por ejemplo, las campanas de cocina comerciales deben ser de acero con un grosor no inferior a 0.0575 pulgadas. Las juntas de los conductos deben ser juntas de brida soldadas, juntas a tope o juntas superpuestas.
Se puede utilizar un sistema de conductos patentado que tenga su propia clasificación inherente de resistencia al fuego, como un conducto metálico, ya sea fabricado en el campo o con diseños fabricados en fábrica con certificación UL. El material fabricado en el campo generalmente está hecho de acero al carbono de calibre 16, todo soldado según los códigos locales, que luego se trata externamente con protección contra incendios. Los diseños construidos en fábrica están probados por UL según las normas de prueba UL 1978 y UL 2221 (para modelos con clasificación de incendio), están hechos de acero inoxidable de calibre más liviano y se ofrecen en diseños aislados de pared simple y pared doble múltiple. Los materiales típicos utilizados para los diseños fabricados en campo a prueba de fuego son:
- Fibras cerámicas
- Lana mineral de roca
- Silicato de calcio
- Tableros de vermiculita prensados y adheridos con silicato de sodio
- Intumescentes
- Materiales endotérmicos, a veces solos, a veces en combinación con fibra cerámica

## Jurisdicción comercial
En las obras de construcción sindicalizadas de Estados Unidos, los conductos metálicos suelen ser instalados por el comercio de láminas de metal, mientras que los aisladores suelen instalar envolturas externas. Los sistemas intrínsecamente resistentes al fuego también son instalados por el comercio de chapa.

## Mantenimiento y limpieza
La limpieza se lleva a cabo normalmente cada 3, 6 o 12 meses, según la naturaleza de los electrodomésticos debajo de la campana extractora. Por ejemplo, los wok pueden requerir la limpieza del conducto de grasa cada 3 meses, mientras que las cocinas normales pueden requerir que el conducto de grasa se limpie cada 6 meses. El cumplimiento se prueba mediante certificados emitidos por los contratistas de limpieza y mantenimiento. Los sistemas de extinción de incendios diseñados específicamente dentro de las campanas también deben recibir mantenimiento rutinario. Se debe permitir una limpieza adecuada mediante el uso de paneles de acceso resistentes al fuego aprobados.
Es necesario mantener limpias las campanas y los conductos para grasa para evitar averías y accidentes del equipo. Los conductos deben recibir inspecciones periódicas de la Asociación Nacional de Protección contra el Fuego (NFPA) y cumplir con los estándares de seguridad de la Administración de Seguridad y Salud Ocupacional. La falta de mantenimiento de este equipo puede resultar en sanciones de la NFPA. Los peligros asociados con campanas con un mantenimiento inadecuado incluyen, entre otros, mala ventilación, exceso de calor y humo y el riesgo potencial de incendios.